# Drogomir
Drogomir, Drogmir, Dragomir, Drahomir, Drohomir, Dargomier – staropolskie imię męskie, złożone z członów Drogo- ("drogi") i -mir ("pokój, spokój, dobro"). Mogło ono oznaczać "ten, któremu drogi jest pokój". Żeńskim odpowiednikiem tych imion jest m.in. Drogomira.
Od imion na Drog-, Drag-, Drah- itd. tworzono już w średniowiecznej Polsce formy pochodne, takie jak Drogan, Drożan, Dargan(?). Analogiczną budowę ma popularne głównie w krajach południowosłowiańskich imię Dragan. 
Drogomir imieniny obchodzi 18 lipca, 9 września, 17 listopada i 22 grudnia.